# Algèbre normée
Pour les articles homonymes, voir Algèbre (homonymie).
 (mai 2021).
Si vous disposez d'ouvrages ou d'articles de référence ou si vous connaissez des sites web de qualité traitant du thème abordé ici, merci de compléter l'article en donnant les références utiles à sa vérifiabilité et en les liant à la section « Notes et références ».
Une algèbre normée est une algèbre A sur le corps des réels ou des complexes munie d'une norme d'espace vectoriel qui vérifie :
En d'autres termes, il s'agit d'une algèbre sur K = R ou C telle que l'espace vectoriel sous-jacent soit normé, la norme étant en outre sous-multiplicative.
Dans une algèbre normée unifère A non nulle, l'élément unité peut toujours être supposé de norme 1, quitte à remplacer la norme {\displaystyle x\mapsto \|x\|} par la norme équivalente d'algèbre {\displaystyle x\mapsto \sup _{\|y\|=1}\|xy\|}.

## Unitarisée d'une algèbre normée
Toute K-algèbre normée A est un idéal fermé de son « unitarisée » : l'algèbre normée unitaire définie par la norme et le produit suivants sur A ⊕ K :
{\displaystyle (a,\lambda )(b,\mu )=(ab+\lambda b+\mu a,\lambda \mu ),\quad \|(a,\lambda )\|=\|a\|+|\lambda |}
(on peut remplacer cette norme par une norme équivalente d'algèbre, comme {\displaystyle \max(\|a\|,|\lambda |)}).
L'algèbre unitarisée d'une algèbre de Banach est de Banach.
L'unitarisée d'une C*-algèbre est une C*-algèbre, pour l'involution naturelle et la norme {\displaystyle \|(a,\lambda )\|=\sup _{b\in A,\|b\|\leq 1}\|ab+\lambda b\|}. Par exemple, si X est un espace localement compact, l'unitarisée de la C*-algèbre commutative C0(X) des fonctions scalaires continues sur X nulles à l'infini (munie de la norme de la convergence uniforme) est l'algèbre C(X+) des fonctions continues sur son compactifié d'Alexandrov. Par exemple : l'unitarisée de C0(ℝn) est C(Sn).